# Парк Перемоги (Бровари)
Парк Перемо́ги або «Перемога» — парк культури та відпочинку у місті Бровари.
На території парку розміщені багаторівневе озеро, «міст закоханих», фонтан, флагшток, низка пам'ятників, скульптур, скейт-парк, баскетбольний майданчик, атракціони й павільйони. На території присутні два штучні пагорби, утворені внаслідок розриття штучного озера. З них відкриваються панорамні види міста Бровари.

## Розміщення
Парк розміщений у центральному районі Броварів Масив. Обмежений вулицею Героїв Небесної Сотні, частинами вулиць Грушевського, Ярослава Мудрого, межею нежитлової забудови по частині вулиці Героїв України.

## Озеро
На озері споруджено архітектурний пам'ятник у вигляді жінки, яка пускає в озеро вінок. В центрі озера є невеличкий острів, на який веде так званий «міст закоханих».

## Пам'ятники, скульптури й архітектура
У парку встановлені такі скульптури, пам'ятники та пам'ятні комплекси:
- «Броварчанам-інтернаціоналістам, які загинули в Афганістані 1979—1989» (демонтований 30 травня 2022, проте пізніше була відновлена меморіальна табличка)
- Героям Радянського Союзу, жителям броварів (1995)
- Працівникам пожежної охорони Київщини, учасникам ліквідації аварії на ЧАЕС (2001)
- Про подарунок дитячого майданчика від жителів міста-побратима Броварів Рокфорда, США (1994)
- Сонячній системі
- Русалці
- Танкістам-визволителям (2001)[2] (демонтовано 30 травня 2022)
- «На честь 30-річчя визволення м. Броварів від фашистських загарбників і на відзнаку мужності і героїзму воїнів 2-ї повітряної армії» (1973)[3] (демонтовано 30 травня 2022)
- Скульптура динозавру (2012)
- У 1980-х роках[джерело?] у парку був встановлений бетонний фонтан.
- 23 серпня 2021 в рамках програми «Велике будівництво» на передодні Дня Незалежності України на території парку встановлений 72-метровий флагшток, що став найвищими в Київській області, окрім флагштоку було облаштовано зони відпочину у вигляді лавочок, а також на бруківці навколо флагштоку було намальовано мапу Київської області з новоутвореними районами і містами у вигляді ламп: Біла Церква, Бориспіль, Бровари, Буча, Вишгород, Обухів та Фастів. До встановлення флагштоку на його території розташовувалася скейт-парк, який перенесли, нині скейт-парк розташовується біля стадіону «Спартак».

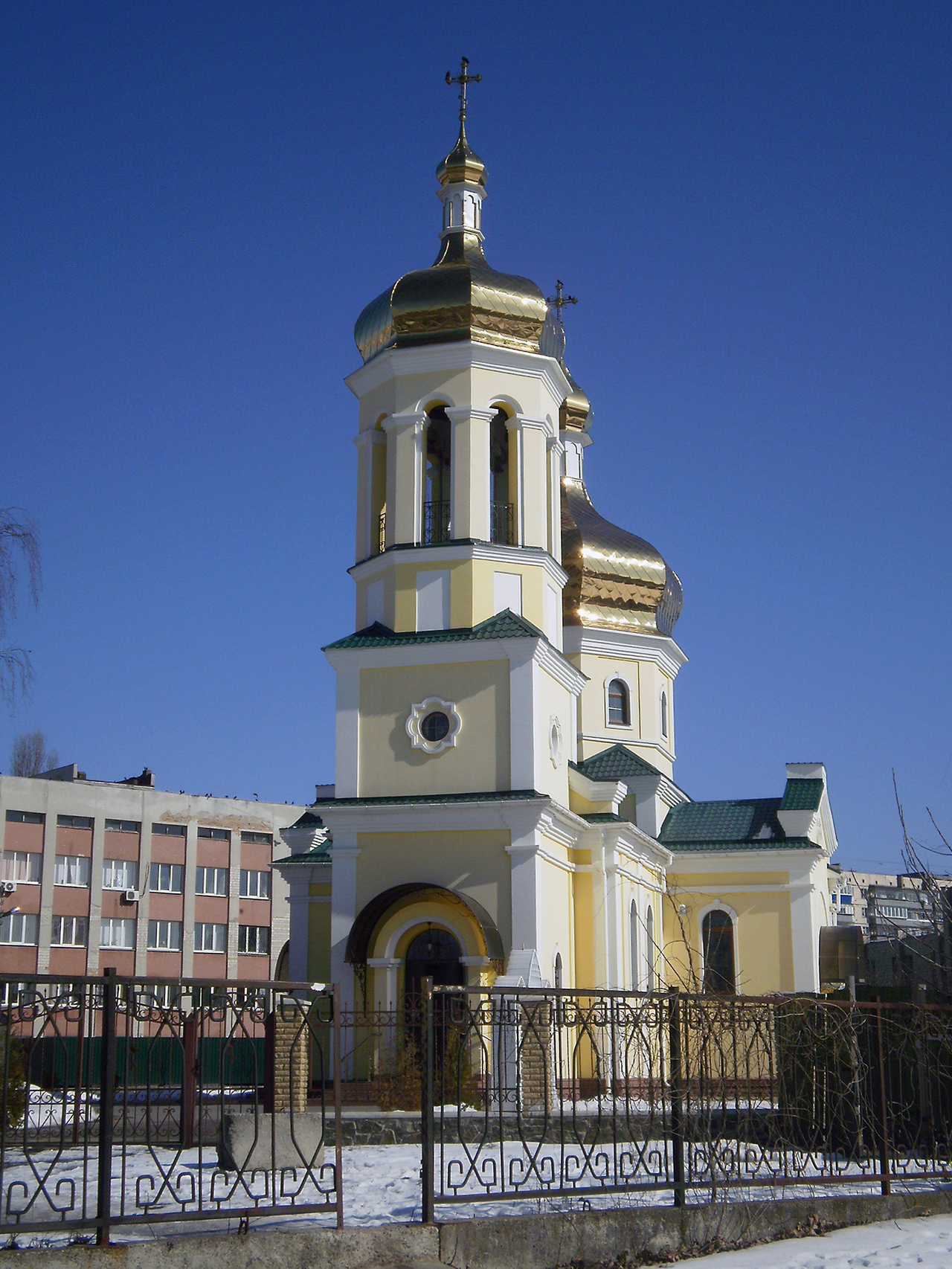
Покровська церква (2009)
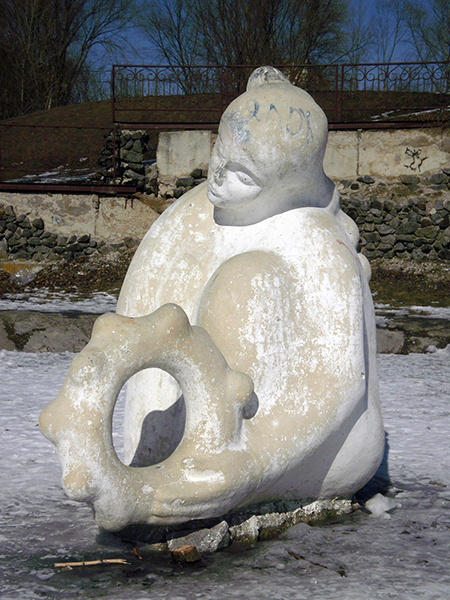
Русалка (скульптура)
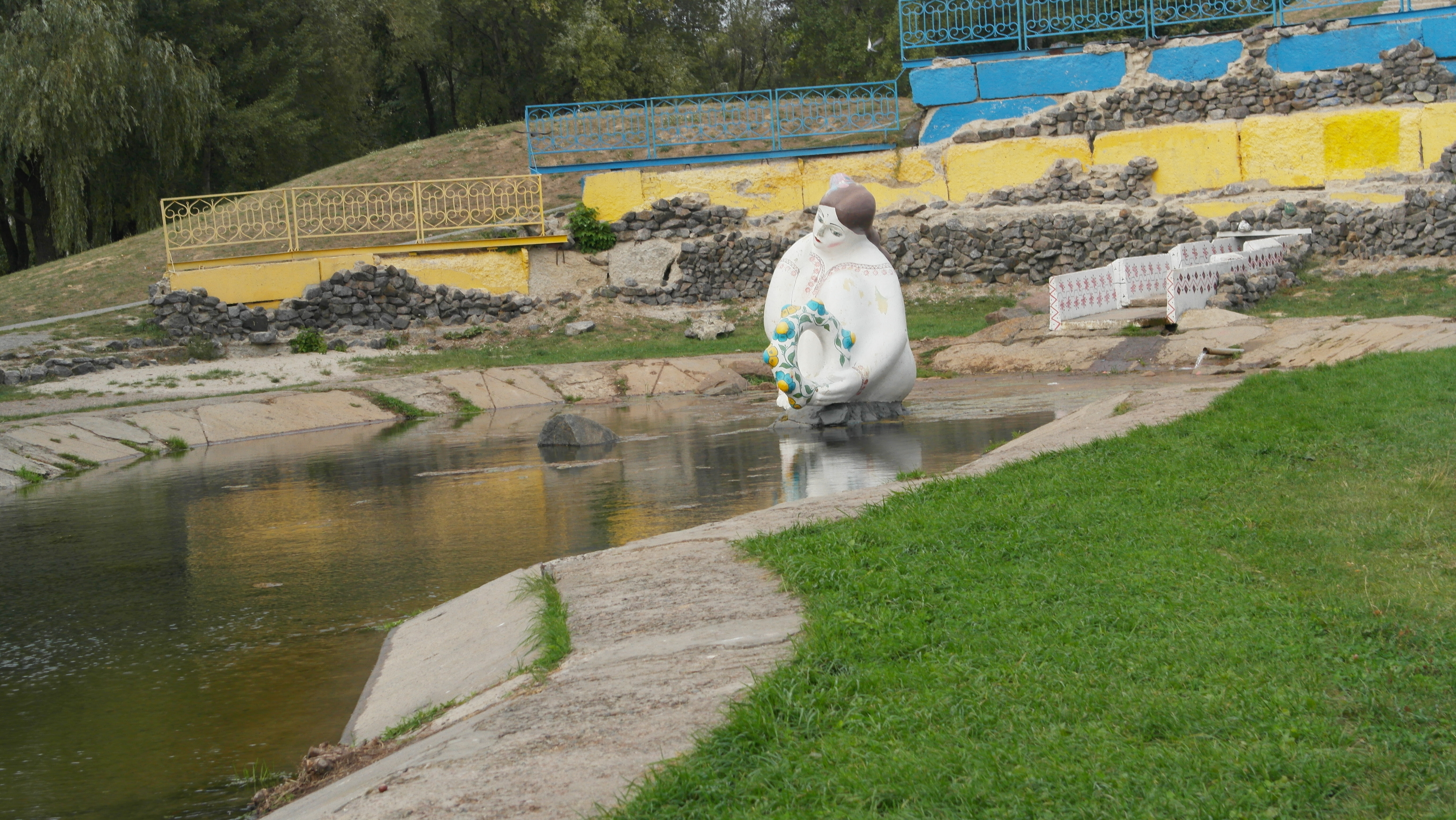
Парк Перемоги, Бровари, русалка
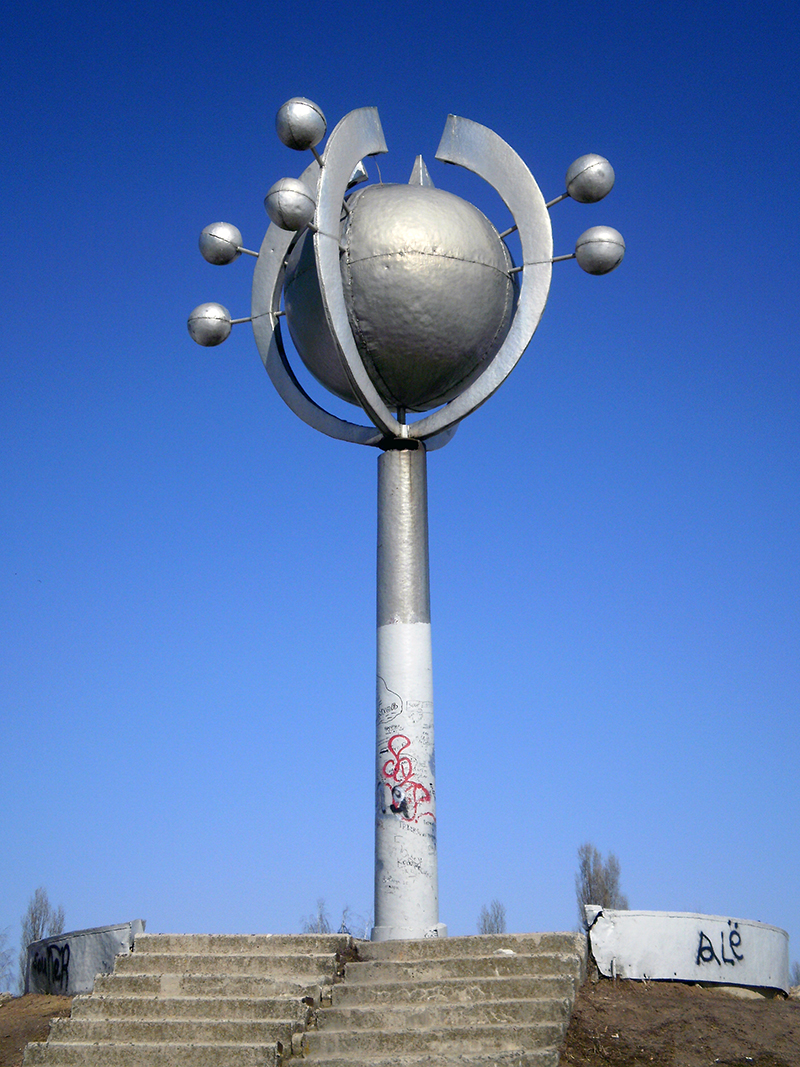
Сонячній системі (скульптура)
Літак МіГ-15 (1973) (демонтовано 30 травня 2022)
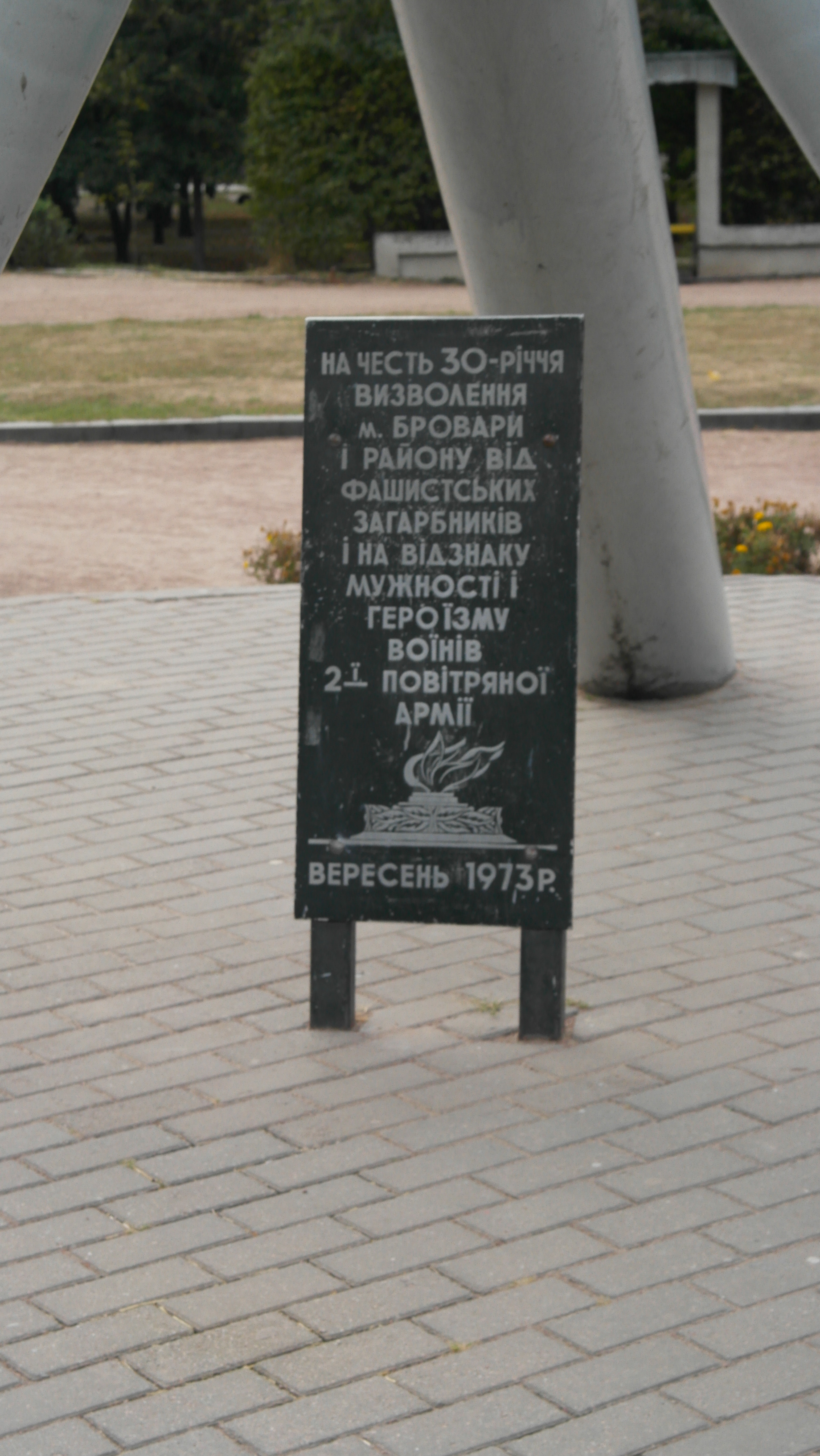
Пам'ятник на честь воїнів 2-ї Повітряної Армії
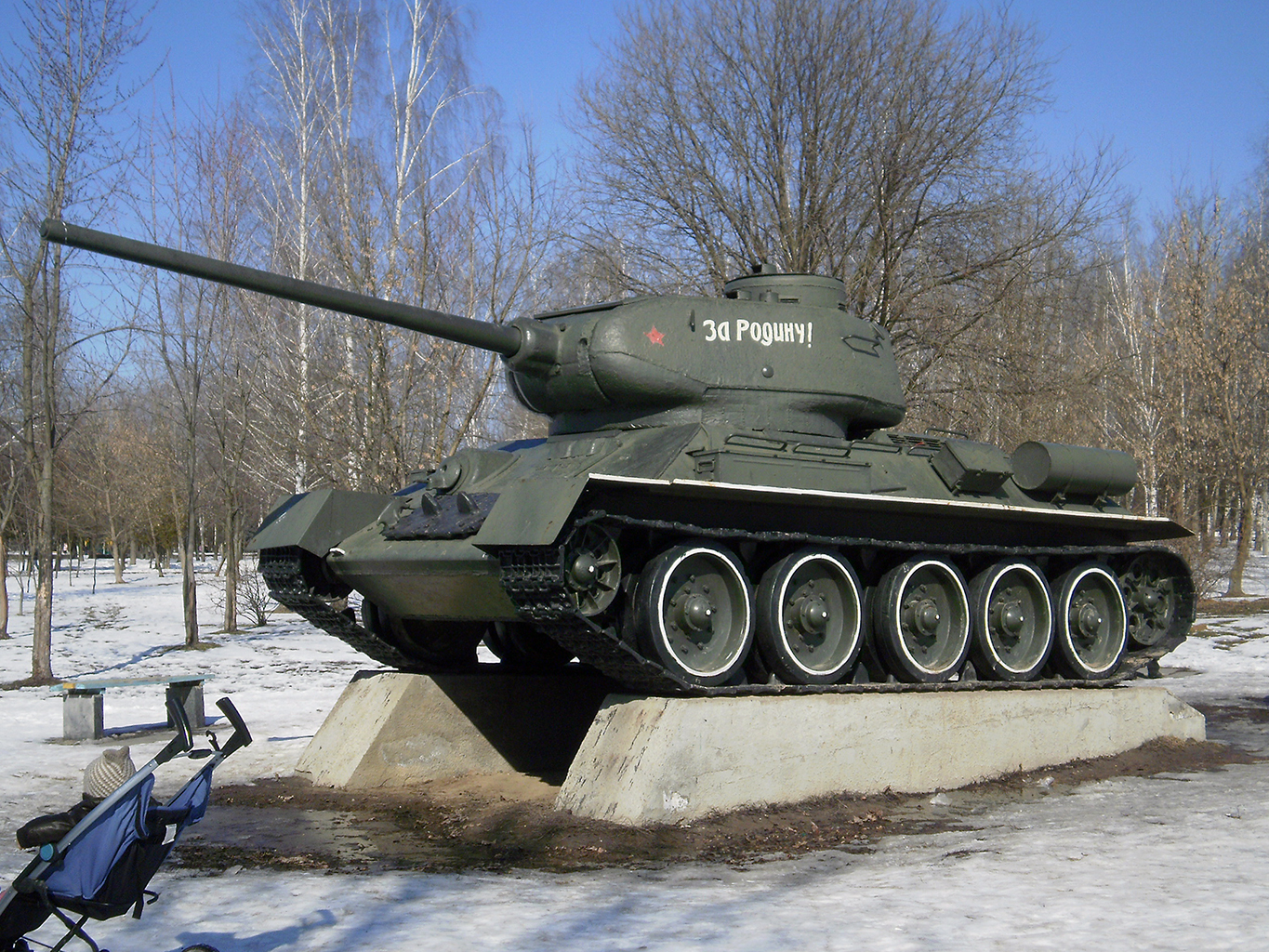
Танк Т-34 (2001) (демонтовано 30 травня 2022)
Парковий фонтан
Загиблим у Афганістані: БТР (2013) (демонтовано 30 травня 2022, пізніше відновили лише меморіальну табличку)
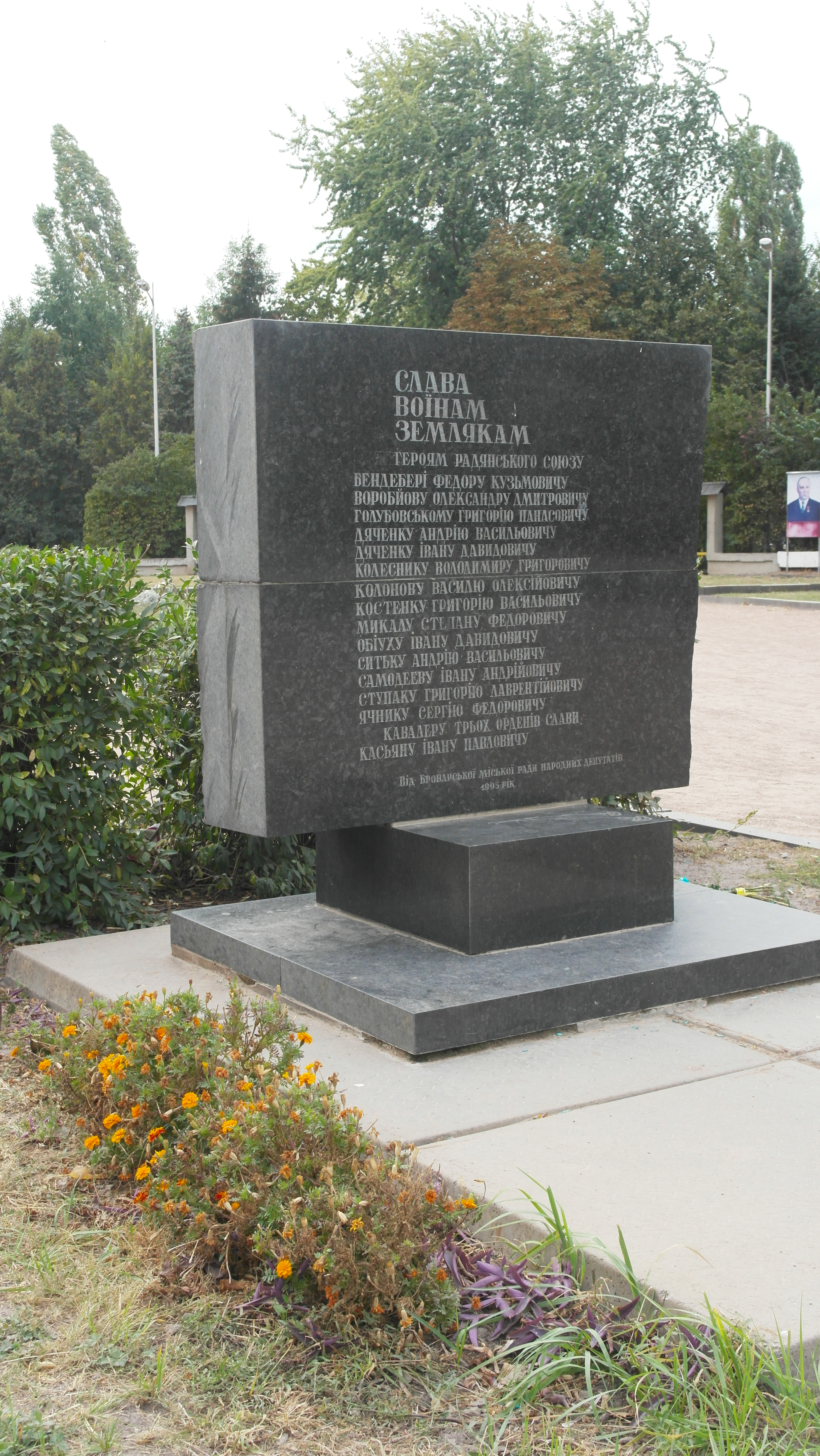
Пам'ятник воїнам-землякам
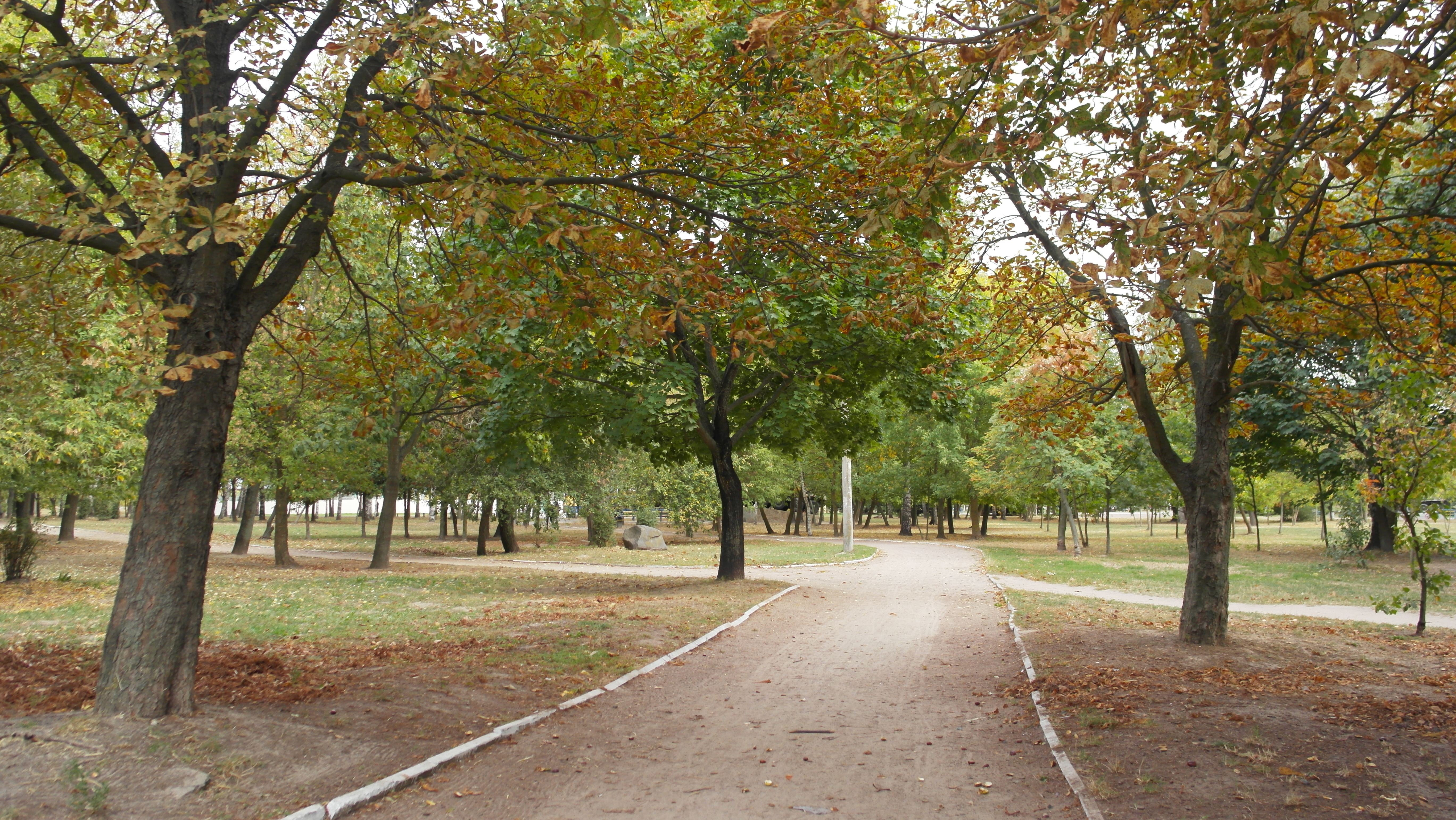
Парк Перемоги, Бровари, алея
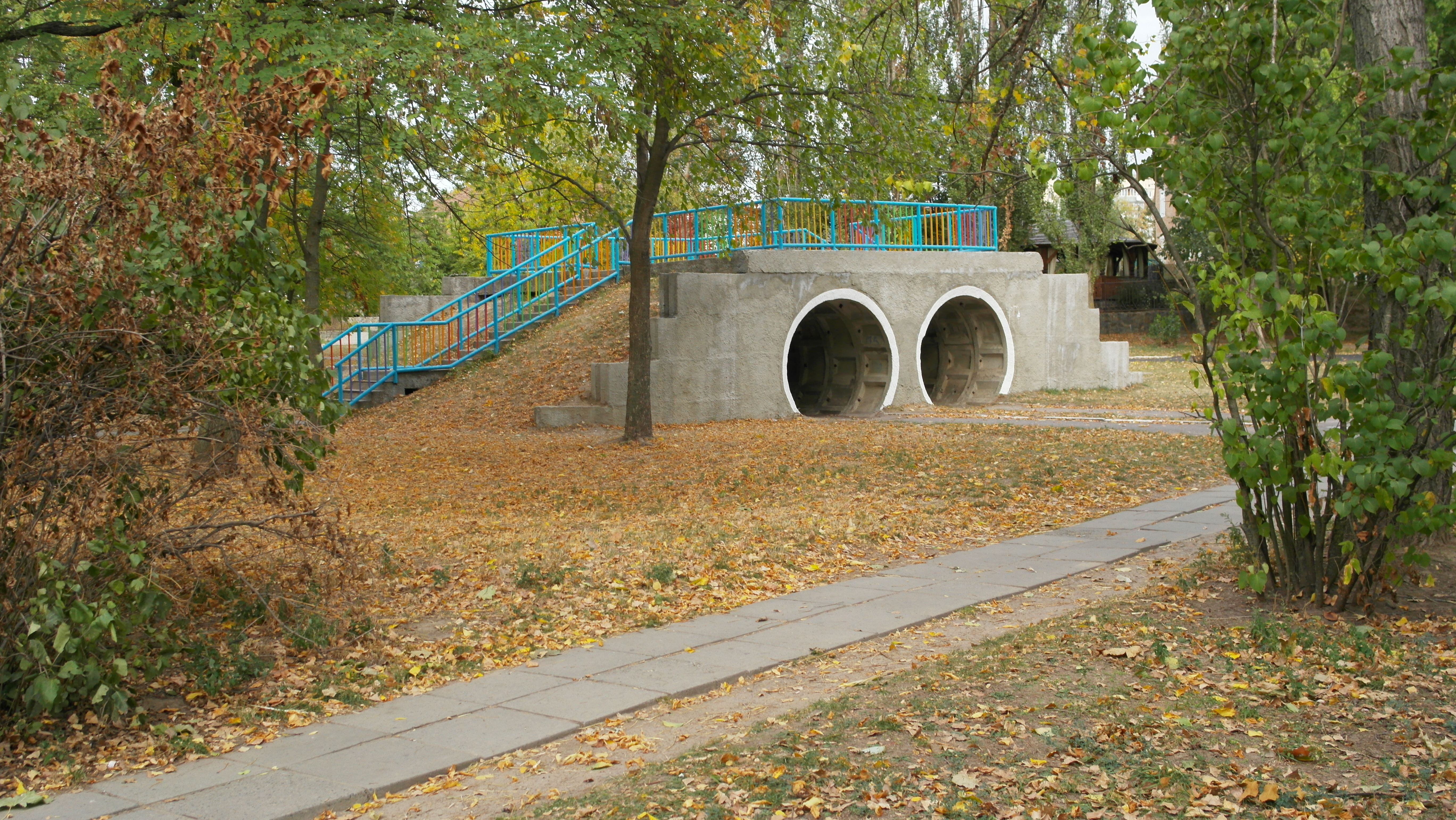
Парк Перемоги, Бровари
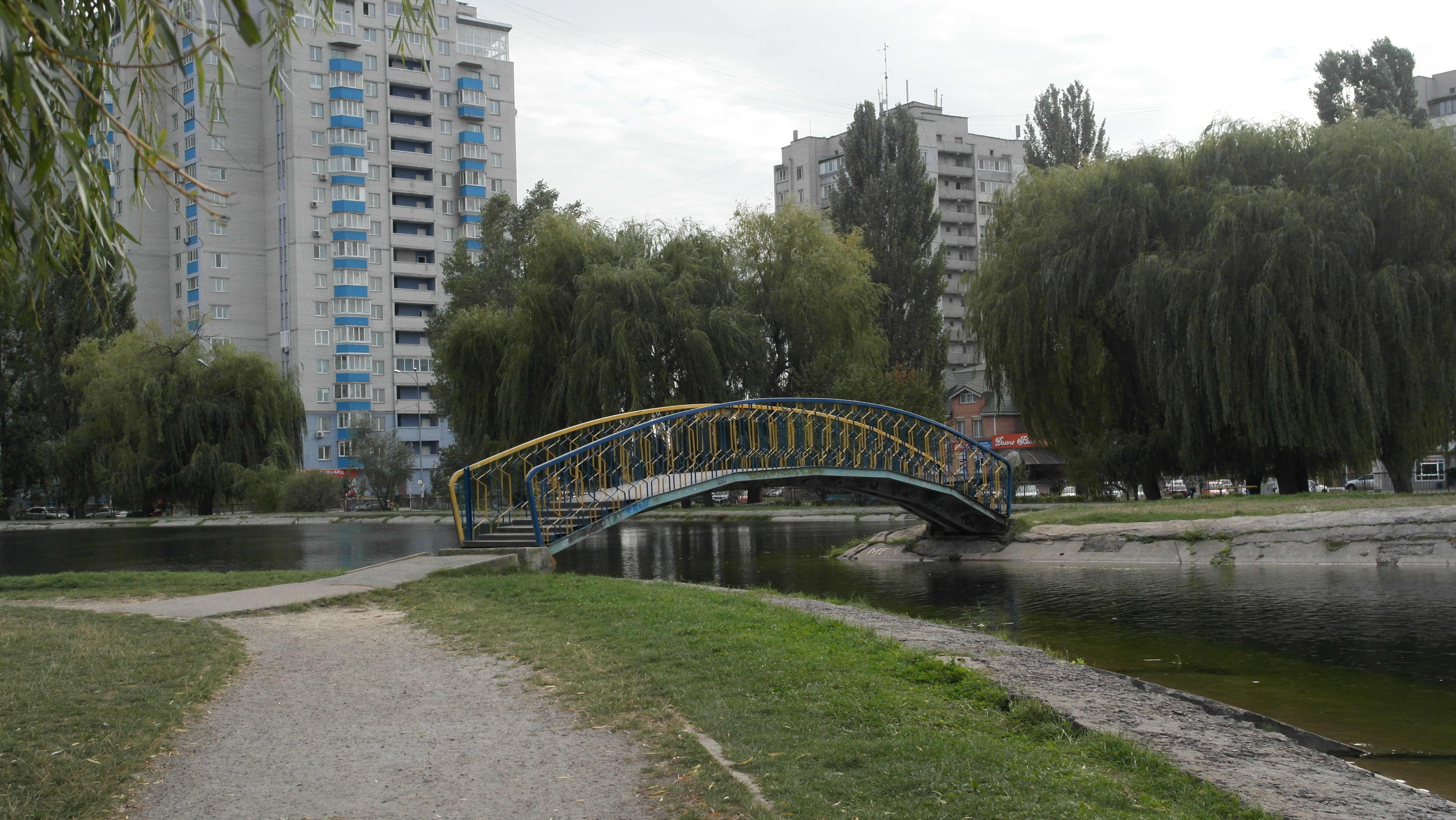
Парк Перемоги, Бровари, місток закоханих
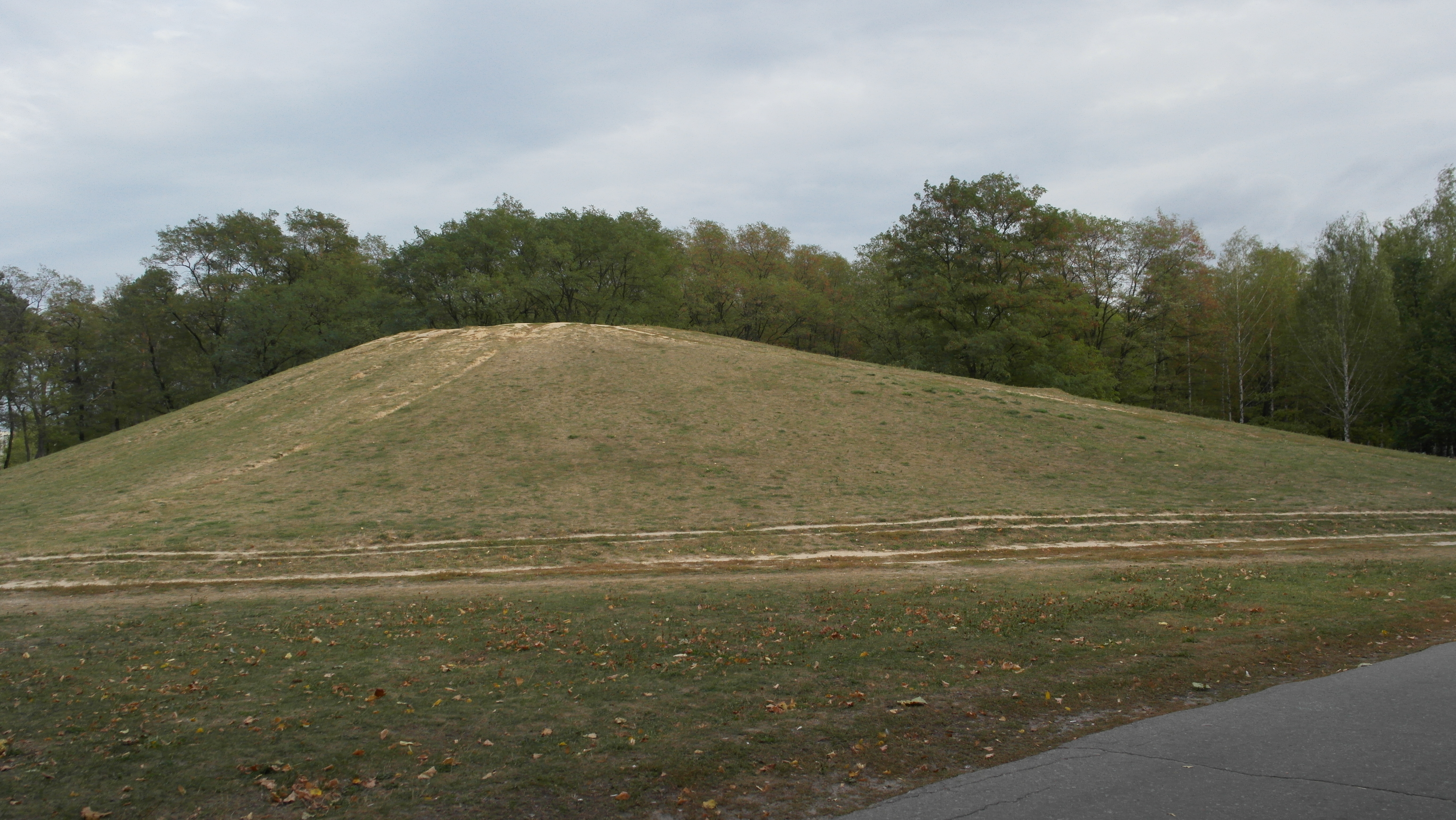
Парк Перемоги, Бровари, пагорб
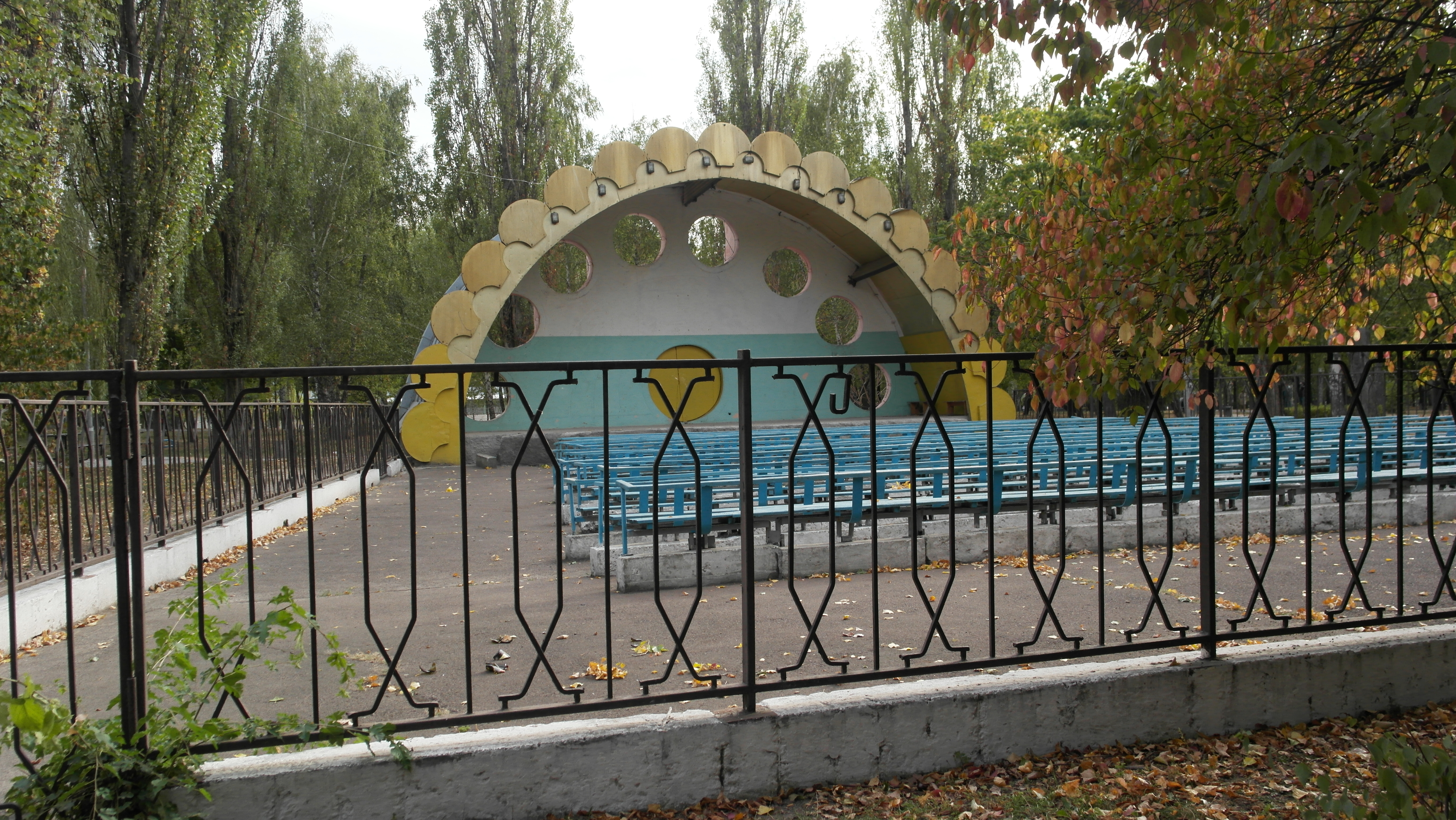
Парк Перемоги, Бровари, естрада
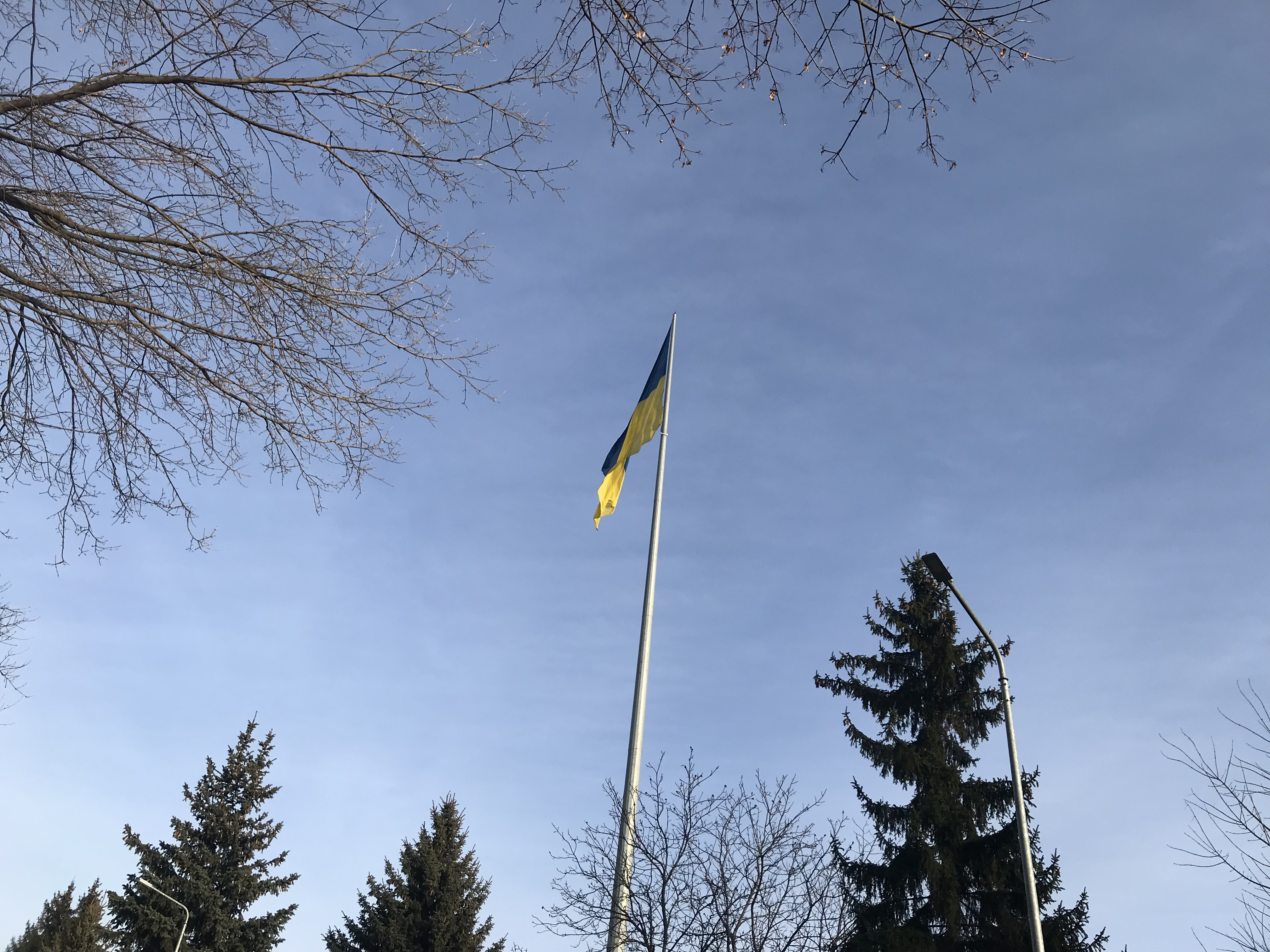
Парк Перемоги, Бровари, флагшток (поблизу)
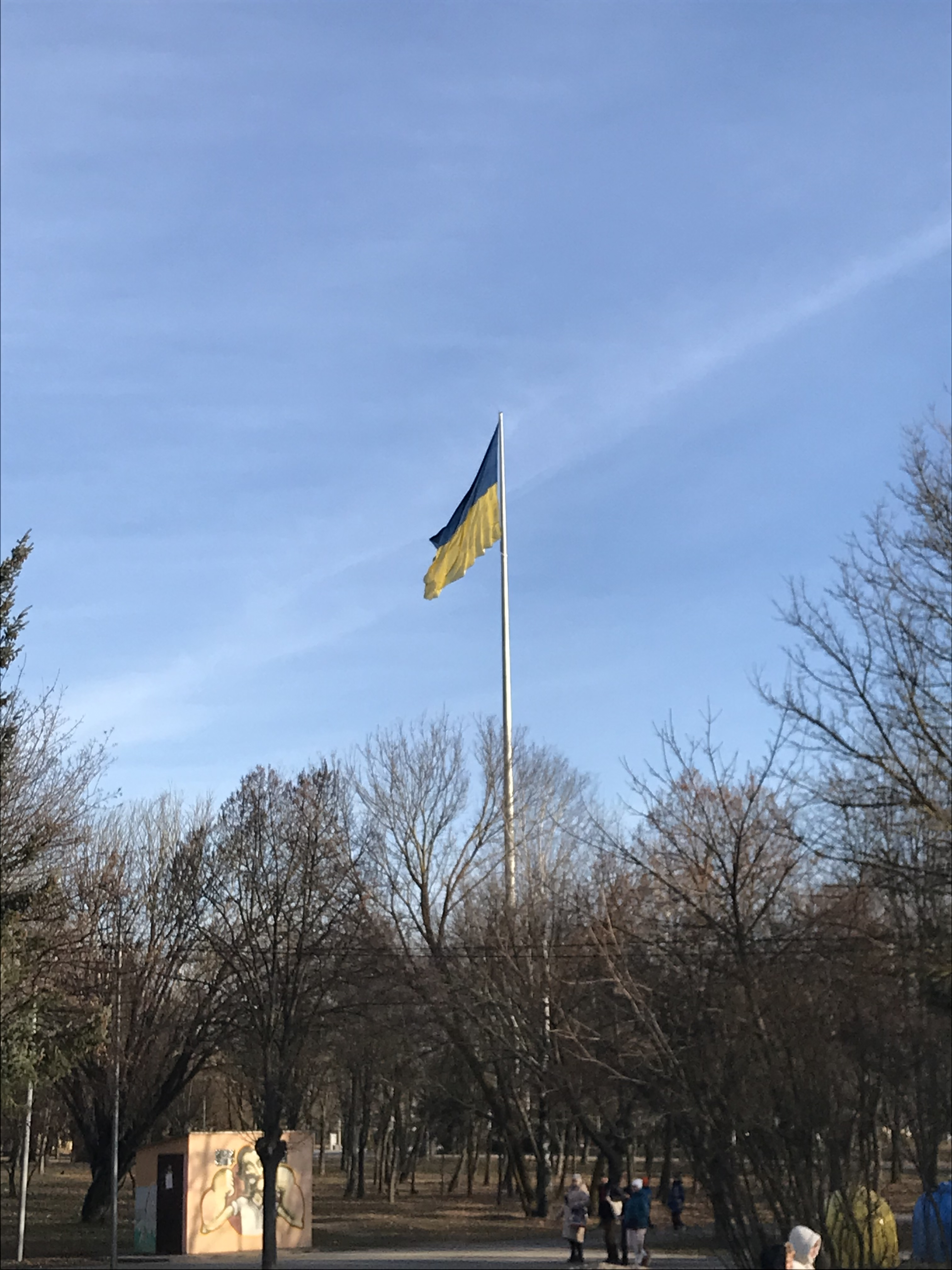
Парк Перемоги, Бровари, флагшток (здалеку)

## Закрите Єврейське кладовище
У нинішній південній частині території парку у минулому розміщувалось закрите єврейське кладовище. З початку 1990-х років його частково ліквідували та облаштували під зону відпочинку. Тіла померлих не переносили, окрім незначної кількості трун.

## Скандали

### Доступ до інформації
13 квітня 2013 року Броварський міськрайонний суд відмовив у доступі до інформації про межі парку, а саме у наданні копій відповідних планів, активісту Сергію Іллюхіну. Судова тяганина тривала близько півроку після того, як громадянин подав позов на Броварську міську раду, яка відмовилася надавати ці матеріали.

### ТОВ «Гутта»
У 2001 році рішенням виконавчого комітету Броварської міської ради ділянку у центрі парку було надано в оренду ТОВ «Гутта» на 5 років. Після цього ще двічі виконком своїми рішеннями продовжував оренду ділянки. Останній раз — до 2010 року. У 2009 році за заниженою ціною (відносно ринкової вартості) ділянку продали «почесному громадянину міста» Івану Петренку. На ній збудоване кафе «Оазис».

### ПП «Феско»
Наприкінці 2011 року стало відомо, що Приватне підприємство «Феско», яке належить депутату Броварської міської ради від Партії регіонів Сергію Федоренку, мало намір відчужити ділянку в парку «Перемога» площею 0,22 га.

Логотип Броварської ініціативи «Збережемо Перемогу»

18 грудня відбулася акція на захист парку, організована активістами та журналістами ГО «Прозоре суспільство» та ГІ «Маєш право знати». Під час заходу активісти ухвалили створити Броварську громадську ініціативу «Збережемо перемогу» та доручити депутатам Броварської міської ради Павлу Різаненку та Роману Сімутіну зачитати колективне звернення мешканців на наступному сесійному засіданні Броварської міської ради та передати його броварському міському голові Ігорю Сапожку.
29 грудня відбулося пікетування Броварської міської ради з вимогою залишити ділянку у власності парку. Цього дня відбулося засідання ради, на якому більшість депутатів проголосували за затвердження договору оренди.
30 грудня Комунальне підприємство «Служба замовника» визнала свою довідку про відсутність дерев на ділянці парку, яку збирались надати в оренду ПП «Феско», помилковою.
15 березня 2012 року громадська рада проголосувала проти створення комісії для вивчення питання можливого відчуження ділянки на території парку «Перемога».
У травні 2013 року навколо ділянки, на яку претендує ПП «Феско» Сергія Федоренка, з'являється будівельний паркан. Місцеві активісти спочатку розписують паркан, а потім, 25 травня, проводять акцію, заявлену як суботник, на якій намагаються демонтувати паркан. На активістів до початку акції вже чекала міліція та невідомі особи міцної тілобудови, вдягнені у спортивний одяг. Під час акції стаються сутички з міліцією, 2 членів ВО «Свобода» затримали. Журналіста Андрія Качора побили невідомі особи міцної тілостатури, що, за даними ЗМІ, спровокували бійку. Серед нападників впізнали тих самих людей, що брали участь у нападах на журналістів під час парламентської передвиборчої кампанії 2012 року, зокрема Олександра Голенка. Увечері того ж дня міліція, після наполягань активістів, затримала підозрюваного у нападі на Андрія Качора. На початку червня 2013 року Броварський міськрайонний суд визнає винними двох затриманих активістів у порушенні ст. 185 КУпАП. Пізніше міліція звинувачує декількох учасників акції 25 травня у кримінальних правопорушеннях, а саме у хуліганстві, вчиненому групою осіб. Активістів викликають на допити. Пізніше щодо трьох членів ВО «Свобода» суди приймають запобіжний захід — домашній арешт.
5 червня захисника протестувальників, голову Броварського міського осередку УДАРу, Романа Сімутіна двічі затримує міліція. Його намагаються перекваліфікувати з адвоката на свідка, а згодом на підозрюваного. Пізніше Київський апеляційний адміністративний суд позбавив депутата права на адвокатську діяльність з виключенням з Єдиного реєстру адвокатів України., а його автомобіль вночі спалюють невідомі.

### Незаконне встановлення скульптури
23 квітня 2025 року активісти разом з колишнім депутатом Броварської міськради Олегом Іваненком намагалися встановити скульптуру, присвячену броварчанам, які загинули, захищаючи Україну під час повномасштабного вторгнення Росії в Україну. Активісти заявили, що всі документи на встановлення є і встановлення скульптури було погодженне ще в квітні 2024 року, однак поліція та місцеві чиновники заперечують цю інформацію. Врешті, комунальники з КП "Бровари – Благоустрій" демонтували скульптуру.